# 张前
张前（1963年—），男，中国导演，代表作有电视剧《和平年代》、《背叛》、《亮剑》、《天道》等。曾获中国电视剧飞天奖优秀导演、中国电视金鹰奖最佳电视剧导演。

## 家庭
父亲是八一电影制片厂演员张怀志。